# Выборы президента США на Аляске (2024)
Вы́боры Президе́нта США 2024 го́да на Аля́ске состоялись во вторник, 5 ноября 2024 года. Ожидалось, что в них примут участие порядка 300 тыс. человек. По результатам голосования избиратели Аляски определят выборщиков, которые представят штат в Коллегии выборщиков. Аляска имеет три голоса выборщиков в Коллегии выборщиков после перераспределения в результате переписи населения США 2020 года (штат сохранил имевшееся ранее количество голосов).
Победителями внутрипартийных выборов от двух главенствующих партий стали действующий президент Джо Байден и 45-й президент Дональд Трамп. После отказа Байдена от участия голоса демократов на кокусах перешли к вице-президенту Камале Харрис путём проведения заочного голосования.

## История
Аляска приобрела статус штата в январе 1959 года и приняла участие в президентских выборах 1960 года. В том же году штат заручился тремя голосами выборщиков и с тех пор сохраняет данное количество. Аляска регулярно отдаёт предпочтение кандидатам от Республиканской партии, проголосовав за кандидата-демократа лишь единожды — в 1964 году.
В 2020 году Дональд Трамп опередил Джо Байдена на 10 процентных пунктов.

## Аналитика

### Прогнозы Коллегии выборщиков
Информационные агентства публикуют прогнозы Коллегии выборщиков перед наступлением дня голосования. В них учитываются такие факторы, как популярность действующего президента и других кандидатов, а также позиция партии на уровне штата. Данные факторы формируют рейтинг, определяющий предполагаемое преимущество кандидата от той или иной партии.
| Источник              | Рейтинг   | По состоянию на: |
| --------------------- | --------- | ---------------- |
| Inside Elections      | ОП (Р)    | 29 августа 2024  |
| Cook Political Report | ОП (Р)    | 27 августа 2024  |
| CNalysis              | СП (Р)    | 16 октября 2024  |
| Sabato                | СП (Р)    | 25 сентября 2024 |
| CNN                   | ОП (Р)    | 1 октября 2024   |
| RCP                   | СП (Р)    | 21 октября 2024  |
| DDHQ/The Hill         | ОП (Р)    | 21 октября 2024  |
| 538                   | СП (Р)    | 21 октября 2024  |
| The Economist         | ОП (Р)    | 21 октября 2024  |
| YouGov                | СП (Р)    | 21 октября 2024  |
| В среднем:            | 5—15 п.п. | 21 октября 2024  |

## Внутрипартийные выборы

### Кокусы Демократической партии
Кокусы Демократической партии состоялись 13 апреля 2024 года. Джо Байден стал единственным кандидатом в избирательном бюллетене и выиграл кокусы.
| Кандидат   | Голоса | % | Делегаты |
| ---------- | ------ | - | -------- |
| Джо Байден | —      | — | 15       |
| Всего      | —      | — | 15       |

### Праймериз Республиканской партии
Праймериз Республиканской партии состоялись в супервторник, 5 марта 2024 года.

Праймериз Республиканской партии по округам Конгресса США (2024)

| Кандидат                 | Голоса | %    | Делегаты |
| ------------------------ | ------ | ---- | -------- |
| Дональд Трамп            | 9243   | 87,6 | 29       |
| Никки Хейли              | 1266   | 12,0 | 0        |
| Вивек Рамасвами (снялся) | 45     | 0,4  | 0        |
| Всего                    | 10 554 | 100  | 29       |

## Опросы
| Источник опроса        | Период проведения            | Размер выборки | Уровень погрешности | Дональд Трамп Республиканская | Камала Харрис Демократическая | НИ  |
| ---------------------- | ---------------------------- | -------------- | ------------------- | ----------------------------- | ----------------------------- | --- |
| Alaska Survey Research | 8–9 октября 2024             | 1254 (ПИ)      | ±2,9%               | 54%                           | 46%                           | —   |
| Alaska Survey Research | 27–29 сентября 2024          | 1182 (ПИ)      | ±2,9%               | 52%                           | 43%                           | 5%  |
| Alaska Survey Research | 11–12 сентября 2024          | 1254 (ПИ)      | —                   | 47%                           | 42%                           | 11% |
| Cygnal (R)             | 30 августа — 1 сентября 2024 | 400 (ПИ)       | ±4,9%               | 53%                           | 43%                           | 4%  |

## Результаты

### Всеобщие выборы
В преддверии выборов 2024 года Дональд Трамп заручился поддержкой видных политических деятелей штата, среди них — губернатор Майк Данливи, сенатор Дэн Салливан.
| Кандидат | Кандидат         | Партия          | Голосов | %      |
| -------- | ---------------- | --------------- | ------- | ------ |
|          | Дональд Трамп    | Республиканская | 184 458 | 54,54  |
|          | Камала Харрис    | Демократическая | 140 026 | 41,41  |
|          | Прочие кандидаты |                 | 13 693  | 4,05   |
| Всего    | Всего            | Всего           | 338 177 | 100,00 |